# 분데스리가 1998-99
푸스볼-분데스리가 1998-99는 독일의 축구 1부리그인 푸스볼-분데스리가의 36번째 시즌이다. 이 시즌은 1998년 8월 14일에 시작되어 1999년 5월 29일에 종료되었다. 카이저슬라우테른은 전 시즌 챔피언이었다.

## 대회 형식
리그의 각 팀들은 다른 팀들을 상대로 각 두 번씩, 즉 홈경기 한 번, 원정경기 한 번씩을 치르게 된다. 경기에서 승리시 승점 3점을 받으며, 무승부를 거둘 경우 승점 1점을 챙길 수 있다. 두 팀 이상이 승점에서 동률을 이룰 경우, 이들간의 순위는 골득실로 결정되며, 그래도 동률이면 다득점으로 결정된다. 시즌이 끝나고, 가장 많은 승점을 획득한 팀이 우승을 거두게 되며, 반대로 승점이 가장 적은 세 팀은 2. 푸스볼-분데스리가로 강등된다.

## 1997-98 시즌으로부터의 팀 변경
카를스루에, 쾰른, 빌레펠트는 최하위 세 자리를 가져감에 따라 2. 푸스볼-분데스리가로 강등되었다. 그들의 자리는 SGE 프랑크푸르트, 프라이부르크, 뉘른베르크가 가져갔다.

## 시즌 요약
바이에른 뮌헨이 31라운드가 종료된 후에 우승을 확정지어 우승 레이스를 싱겁게 마무리하였다. 그러나, 반대로 하위권에서는 34라운드의 최종 휘슬이 울리기 전까지 치열한 강등권 경쟁이 있었다. 34라운드를 앞두고, 5팀은 1부리그에 잔류하기 위해 1승이 필요하였고, 이 다섯 팀들 중 한팀은 이미 강등이 확정된 보훔과 묀헨글라트바흐와 더불어 강등되어야만 했다. 하프타임이 종료되었을 때 SGE 프랑크푸르트가 16위에 랭크되어 있었고, 강등이 가장 유력해 보였으나 후반전에 0-0의 침묵을 깨고 카이저슬라우테른을 상대로 5-1 대승을 거두었다. 한자 로스토크 (보훔전 3-2승) 와 슈투트가르트 (베르더 브레멘전 1-0승)는 1승을 거두며 잔류에 성공하였고, 나머지 두 팀인 뉘른베르크와 프라이부르크는 마지막 라운드에서 단두대 매치를 벌였다. 뉘른베르크는 이 경기에서 1-2로 패하여 순위가 12위에서 16위로 4계단 하락하였고, 그에 따라 한시즌 만에 2. 푸스볼-분데스리가로 강등되었다.

## 참가 팀
| 구단             | 위치                 | 홈구장                     | 수용 인원 |
| ---------------- | -------------------- | -------------------------- | --------- |
| 뉘른베르크       | 뉘른베르크           | 프랑켄슈타디온             | 44,700    |
| 도르트문트       | 도르트문트           | 베스트팔렌슈타디온         | 68,600    |
| 뒤스부르크       | 뒤스부르크           | 베다우슈타디온             | 30,128    |
| 레버쿠젠         | 레버쿠젠             | 바이아레나                 | 22,500    |
| 묀헨글라트바흐   | 묀헨글라트바흐       | 뵈켈베르크 슈타디온        | 34,500    |
| 1860 뮌헨        | 뮌헨                 | 뮌헨 올림픽 스타디움       | 63,000    |
| 바이에른 뮌헨    | 뮌헨                 | 뮌헨 올림픽 스타디움       | 63,000    |
| 보훔             | 보훔                 | 루르슈타디온               | 36,344    |
| 볼프스부르크     | 볼프스부르크         | VfL-슈타디온 암 엘슈터베흐 | 21,600    |
| 베르더 브레멘    | 브레멘               | 베저슈타디온               | 36,000    |
| 샬케 04          | 겔젠키르헨           | 파르크슈타디온             | 70,000    |
| 슈투트가르트     | 슈투트가르트         | 고틀립-다임러-슈타디온     | 53,700    |
| 카이저슬라우테른 | 카이저슬라우테른     | 프리츠 발터 슈타디온       | 38,500    |
| 프라이부르크     | 프라이부르크         | 드라이잠슈타디온           | 22,500    |
| SGE 프랑크푸르트 | 프랑크푸르트 암 마인 | 발트슈타디온               | 62,000    |
| 한자 로스토크    | 로스토크             | 오스트제슈타디온           | 25,850    |
| 함부르크         | 함부르크             | 폴크스파르크슈타디온       | 62,000    |
| 헤르타 BSC       | 베를린               | 베를린 올림픽 스타디움     | 76,000    |

## 리그 순위
| 순위 | 팀                 | 경기 | 승 | 무 | 패 | 득 | 실 | 차  | 승점 | 참가 및 강등                            |
| ---- | ------------------ | ---- | -- | -- | -- | -- | -- | --- | ---- | --------------------------------------- |
| 1    | 바이에른 뮌헨 (C)  | 34   | 24 | 6  | 4  | 76 | 28 | +48 | 78   | UEFA 챔피언스리그 1999-2000 조별 리그   |
| 2    | 레버쿠젠           | 34   | 17 | 12 | 5  | 61 | 30 | +31 | 63   | UEFA 챔피언스리그 1999-2000 조별 리그   |
| 3    | 헤르타 BSC         | 34   | 18 | 8  | 8  | 59 | 32 | +27 | 62   | UEFA 챔피언스리그 1999-2000 3차 예선    |
| 4    | 도르트문트         | 34   | 16 | 9  | 9  | 48 | 34 | +14 | 57   | UEFA 챔피언스리그 1999-2000 3차 예선    |
| 5    | 카이저슬라우테른   | 34   | 17 | 6  | 11 | 51 | 47 | +4  | 57   | UEFA컵 1999-2000 1라운드                |
| 6    | 볼프스부르크       | 34   | 15 | 10 | 9  | 54 | 49 | +5  | 55   | UEFA컵 1999-2000 1라운드                |
| 7    | 함부르크           | 34   | 13 | 11 | 10 | 47 | 46 | +1  | 50   | UEFA 인터토토컵 1999 3라운드            |
| 8    | 뒤스부르크         | 34   | 13 | 10 | 11 | 48 | 45 | +3  | 49   | UEFA 인터토토컵 1999 2라운드            |
| 9    | 1860 뮌헨          | 34   | 11 | 8  | 15 | 49 | 56 | -7  | 41   |                                         |
| 10   | 샬케 04            | 34   | 10 | 11 | 13 | 41 | 54 | -13 | 41   |                                         |
| 11   | 슈투트가르트       | 34   | 9  | 12 | 13 | 41 | 48 | -7  | 39   |                                         |
| 12   | 프라이부르크       | 34   | 10 | 9  | 15 | 36 | 44 | -8  | 39   |                                         |
| 13   | 베르더 브레멘      | 34   | 10 | 8  | 16 | 41 | 47 | -6  | 38   | UEFA컵 1999-2000 1라운드1               |
| 14   | 한자 로스토크      | 34   | 9  | 11 | 14 | 49 | 58 | -9  | 38   |                                         |
| 15   | SGE 프랑크푸르트   | 34   | 9  | 10 | 15 | 44 | 54 | -10 | 37   |                                         |
| 16   | 뉘른베르크 (R)     | 34   | 7  | 16 | 11 | 40 | 50 | -10 | 37   | 2. 푸스볼-분데스리가 1999-2000으로 강등 |
| 17   | 보훔 (R)           | 34   | 7  | 8  | 19 | 40 | 65 | -25 | 29   | 2. 푸스볼-분데스리가 1999-2000으로 강등 |
| 18   | 묀헨글라트바흐 (R) | 34   | 4  | 9  | 21 | 41 | 79 | -38 | 21   | 2. 푸스볼-분데스리가 1999-2000으로 강등 |

출처: (독일어) www.dfb.de

순위 결정 우선순위는 다음에 의해 결정된다: 1) 승점; 2) 골득실; 3) 다득점

1 베르더 브레멘은 DFB-포칼 1998-99 챔피언 자격으로 UEFA컵 1999-2000 진출권을 획득하였다.

(C) = 우승; (R) = 강등; (P) = 승격; (O) = 플레이오프 승자; (A) = 다음 라운드 진출

시즌이 종료되지 않았을때에만 다음을 사용:

(Q) = 해당 라운드 진출; (TQ) = 토너먼트 진출, 그러나 진출 라운드 미정; (DQ) = 진출 무효

## 결과
| 홈\원정1         | BSC | BOC | BRE | DOR | DUI | FRA | FRE | HAM | KAI | LEV | MGL | FCB | M60 | NUR | ROS | S04 | STU | WOB |
| ---------------- | --- | --- | --- | --- | --- | --- | --- | --- | --- | --- | --- | --- | --- | --- | --- | --- | --- | --- |
| 헤르타 BSC       | -   | 4–1 | 1–0 | 3–0 | 1–3 | 3–1 | 1–0 | 6–1 | 1–1 | 0–1 | 4–1 | 1–0 | 2–1 | 3–0 | 2–0 | 2–0 | 2–0 | 2–0 |
| 보훔             | 2–0 | -   | 2–0 | 0–1 | 0–2 | 0–0 | 1–2 | 2–0 | 1–2 | 1–5 | 2–1 | 2–2 | 2–0 | 0–3 | 2–3 | 1–2 | 3–3 | 0–2 |
| 베르더 브레멘    | 2–1 | 1–1 | -   | 1–1 | 1–1 | 1–2 | 2–3 | 0–0 | 0–1 | 2–2 | 4–1 | 0–1 | 4–1 | 2–3 | 0–3 | 1–0 | 2–2 | 0–1 |
| 도르트문트       | 3–0 | 0–1 | 2–1 | -   | 2–0 | 3–1 | 2–1 | 2–1 | 1–0 | 1–0 | 1–1 | 2–2 | 3–1 | 3–0 | 2–0 | 3–0 | 3–0 | 2–1 |
| 뒤스부르크       | 0–0 | 2–0 | 2–0 | 3–2 | -   | 2–1 | 1–0 | 2–3 | 3–1 | 0–0 | 2–2 | 0–3 | 1–1 | 1–1 | 4–1 | 1–2 | 2–0 | 6–1 |
| SGE 프랑크푸르트 | 1–1 | 1–0 | 0–2 | 2–0 | 0–0 | -   | 3–1 | 2–2 | 5–1 | 2–3 | 0–0 | 1–0 | 2–3 | 3–2 | 2–2 | 1–2 | 1–1 | 0–1 |
| 프라이부르크     | 0–2 | 1–1 | 0–2 | 2–2 | 2–2 | 2–0 | -   | 0–0 | 0–1 | 1–1 | 2–1 | 0–2 | 1–2 | 1–0 | 3–0 | 0–2 | 2–0 | 0–0 |
| 함부르크         | 0–4 | 1–0 | 1–1 | 0–0 | 4–1 | 0–1 | 2–1 | -   | 2–0 | 0–0 | 3–0 | 0–2 | 3–0 | 2–0 | 1–0 | 2–2 | 3–1 | 1–1 |
| 카이저슬라우테른 | 4–3 | 2–3 | 4–0 | 1–0 | 3–0 | 2–1 | 0–2 | 1–0 | -   | 0–1 | 2–1 | 2–1 | 1–1 | 2–0 | 3–2 | 4–1 | 1–1 | 1–1 |
| 레버쿠젠         | 2–2 | 2–0 | 2–0 | 3–1 | 2–0 | 2–1 | 1–1 | 1–2 | 2–2 | -   | 4–1 | 1–2 | 1–1 | 3–0 | 3–1 | 1–1 | 0–0 | 3–0 |
| 묀헨글라트바흐   | 2–4 | 2–2 | 0–1 | 0–2 | 0–2 | 1–1 | 3–1 | 2–2 | 0–2 | 2–8 | -   | 0–2 | 2–0 | 0–2 | 1–1 | 3–0 | 2–3 | 5–2 |
| 바이에른 뮌헨    | 1–1 | 4–2 | 1–0 | 2–2 | 3–1 | 3–1 | 2–0 | 5–3 | 4–0 | 2–0 | 4–2 | -   | 3–1 | 2–0 | 6–1 | 1–1 | 2–0 | 3–0 |
| 1860 뮌헨        | 2–0 | 2–1 | 1–3 | 2–0 | 0–0 | 4–1 | 2–0 | 0–0 | 1–2 | 0–2 | 3–1 | 1–1 | -   | 1–2 | 2–1 | 4–5 | 1–1 | 2–3 |
| 뉘른베르크       | 0–0 | 2–2 | 1–1 | 0–0 | 0–2 | 2–2 | 1–2 | 1–1 | 1–1 | 2–2 | 2–0 | 2–0 | 1–5 | -   | 2–2 | 3–0 | 2–2 | 1–1 |
| 한자 로스토크    | 1–2 | 3–0 | 2–1 | 2–0 | 3–0 | 2–2 | 0–2 | 0–1 | 2–1 | 1–1 | 1–1 | 0–4 | 3–1 | 1–1 | -   | 2–2 | 3–0 | 3–3 |
| 샬케 04          | 0–0 | 2–2 | 1–2 | 1–1 | 2–0 | 2–3 | 1–1 | 1–4 | 0–2 | 0–1 | 1–0 | 1–3 | 2–2 | 2–2 | 1–0 | -   | 1–0 | 2–0 |
| 슈투트가르트     | 0–0 | 4–2 | 1–0 | 2–1 | 0–0 | 2–0 | 3–1 | 3–1 | 4–0 | 0–1 | 2–2 | 0–2 | 0–1 | 0–0 | 1–1 | 2–1 | -   | 1–2 |
| 볼프스부르크     | 2–1 | 4–1 | 2–4 | 0–0 | 4–2 | 2–0 | 1–1 | 4–1 | 2–1 | 1–0 | 7–1 | 0–1 | 1–0 | 1–1 | 1–1 | 0–0 | 3–2 | -   |

출처: (독일어) www.dfb.de 

1 홈팀은 왼쪽 열의 팀이다. 

청색은 홈팀 승리를, 홍색은 원정팀 승리를, 황색은 무승부를 의미

## 득점 집계
23골
- 미하엘 프레츠 (헤르타 BSC)

19골
- 울프 키르스텐 (레버쿠젠)

14골
- 올리버 노이빌레 (한자 로스토크)
- 토니 예보아 (함부르크)

13골
- 마르쿠스 바이얼레 (뒤스부르크)
- 사샤 치리치 (뉘른베르크)
- 에우베르 (바이에른 뮌헨)
- 카르스텐 양커 (바이에른 뮌헨)
- 안드르제이 유스코비악 (볼프스부르크)

12골
- 베른트 홉슈 (1860 뮌헨)
- 올라프 마르샬 (카이저슬라우테른)

## 챔피언 스쿼드
| FC 바이에른 뮌헨 |
| 골키퍼: 올리버 칸 (30); 베른트 드레헤어 (4); 스벤 쇼이어 (3). 수비수: 마르쿠스 바벨 (27 / 1); 토마스 링케 (27 / 1); 로타어 마테우스 (25 / 1); 토마스 헬머 (21 / 2); 빅상트 리자라쥐 (19 / 2); 새뮤얼 쿠포르 (15). 미드필더: 슈테판 에펜베르크 (31 / 8); 하산 살리하미지치 (30 / 3); 옌스 예레미스 (30 / 1); 토르스텐 핑크 (28); 마리오 바슬러 (27 / 5); 토마스 슈트룬츠 (24 / 4); 미하엘 타르나트 (20 / 1); 메흐메트 숄 (13 / 4); 닐스-에릭 요한손 (2); 다비트 야롤림 (1). 공격수: 카르스텐 양커 (26 / 13); 알렉산더 치클러 (26 / 7); 알리 다에이 (23 / 6); 지오바니 에우베르 (21 / 13); 알렉산더 부게라 (2); 베르칸트 괴크탄 (1). (괄호 안은 경기 출장 횟수 / 득점 횟수를 나타낸 것임) 감독: 오트마어 히츠펠트. 명단에 있지만 출장 기록이 없는 선수: 없음. 시즌도중 이적: 알렉산더 부게라 (뒤스부르크 임대); 베르칸트 괴크탄 (묀헨글라트바흐 임대). |

## 같이 보기
- DFB-포칼 1998-99
- 2. 푸스볼-분데스리가 1998-99